# ケヤパハ郡 (ネブラスカ州)
座標: 北緯42度53分 西経99度43分 / 北緯42.88度 西経99.72度
ケヤパハ郡（英: Keya Paha County）は、アメリカ合衆国のネブラスカ州にある郡。2000年時点の人口は983人で、郡庁所在地はスプリングビュー (Springview)。郡内を流れるケヤパハ川（ラコタ語でケヤは亀、パハは丘の意）にちなんで名付けられた。
ネブラスカ州のナンバープレートで、ケヤパハ郡の車両は最初の数字が82になっている。これは1922年にナンバープレートの制度を確立した際、ケヤパハ郡の車両登録台数が州内の郡のなかで82番目に多かったからである。

## 地理
アメリカ合衆国国勢調査局によると、この郡は総面積2,005 km2 (774 mi2) である。このうち2,003 km2 (773 mi2)が陸地で、2 km2 (1 mi2) が川や湖などの水地域である。総面積のうちの0.11%が水地域となっている。
ケヤパハ郡はネブラスカ州のアウトバック（内陸部）に位置している。

### 隣接する郡
- トリップ郡 (サウスダコタ州)（北）
- グレゴリー郡 (サウスダコタ州)（北東）
- ボイド郡（東）
- ホルト郡（南東）
- ロック郡（南）
- ブラウン郡（南）
- チェリー郡（西）
- トッド郡 (サウスダコタ州)（北西）

### 国立保護区
- ニオブララ国立景観河川（部分管轄）

## 人口動静

2000年国勢調査時の郡の人口ピラミッド

2000年の国勢調査によると、ケヤパハ郡には983人、409世帯、及び292家族が暮らしている。人口密度は0/km2 (1/mi2) で、0/km2 (1/mi2) の平均的な密度に548軒の住居が建っている。この郡の人種の構成は白人99.39%、先住民0.20%、黒人（アフリカ系アメリカ人）とアジア系、太平洋諸島系、その他の人種はおらず、混血は0.41%で、3.87%の人々がヒスパニックまたはラテン系である。郡の住民の46.7%がドイツ系、10.6%がイングランド系、9.8%がアメリカ系、7.0%がアイルランド系、6.0%がスウェーデン系移民の子孫である。
ケヤパハ郡に住む409世帯のうち、24.90%は18歳未満の子どもと暮らしており、64.30%は夫婦で生活している。4.40%は未婚の女性が世帯主であり、28.60%は家族以外の住人と同居している。26.20%は独居で、全世帯の13.90%は65歳以上の独居老人世帯である。1世帯あたりの平均人数は2.40人であり、家庭の場合は2.91人である。
郡の住民は23.80%が18歳未満の子どもで、18歳以上24歳以下が6.70%、25歳以上44歳以下が23.40%、45歳以上64歳以下が25.40%、および65歳以上が20.70%となっている。平均年齢は42歳である。女性100人に対して男性は101.40人いて、18歳以上の女性100人に対しては男性は101.90人いる。
郡の世帯ごとの平均収入は24,911米ドルで、家族ごとでは28,287米ドルである。男性の18,750米ドルに対して女性は19,107米ドルの平均的な収入がある。この郡の一人当たりの収入 (per capita income) は11,860米ドルである。総人口の26.90%、家族の22.40%は貧困線以下である。18歳未満の子どもの34.30%及び65歳以上の18.80%は貧困線以下の生活を送っている。

## 政治
ケヤパハ郡はネブラスカ州の郡のなかで最も共和党支持者の率が高く、共和党員として公認されている有権者だけでも全住民の82.7%の707人に上る。それゆえ1916年の大統領選挙で民主党のウッドロウ・ウィルソン候補が勝利して以降、大統領選挙では共和党の候補が勝ち続けている。また、州知事選挙でも1994年に民主党のベン・ネルソン候補が勝利してからはずっと共和党の候補が勝っている。

## 村およびその他コミュニティ
- バートン (en:Burton, Nebraska)
- ミルズ (en:Mills, Nebraska)
- スプリングビュー (en:Springview, Nebraska)